# Michael Hardt
Michael Hardt (Bethesda, 1960) és un autor estatunidenc, dedicat a la teoria literària i la filosofia política, especialment conegut per la seva col·laboració amb Antonio Negri en el llibre Empire, alabat com el "Manifest Comunista del Segle XXI"
Segons Hardt i Negri, les mateixes forces que dominen la societat contemporània (com l'opressió de classe, la globalització i la comodificació dels serveis (o producció d'afectes) tenen a la vegada el potencial de produir un canvi social de dimensions sense precedent. Una continuació del llibre, titulada Multitude: War and Democracy in the Age of Empire, aparegué l'agost del 2004, centrant-se principalment a augmentar una idea que es troba ja a Empire: la "multitud" com espai potencial d'un moviment democràtic de proporcions planetàries. La tercera part de la trilogia, Commonwealth, va sortir el 2009.

## Biografia i educació
Hardt nasqué a Bethesda, a l'estat de Maryland, i va estudiar al Churchill High School de Potomac al mateix estat. La seva educació superior fou en enginyeria al Swarthmore College de Pennsilvània de 1978 a 1983, durant les crisis energètiques de la dècada del 1970, que li aportaren el seu interès en fonts d'energia alternatives. Conversant sobre les seves conviccions polítiques a la universitat, Hardt digué que "creia que participar com a enginyer en energia alternativa per als països del Tercer Món seria una forma de prendre part en política que em treuria de tota aquesta pose política de campus que detestava".
Després de la universitat, va treballar per un seguit d'empreses dedicades a l'energia solar. Hardt també va treballar amb ONGs d'Amèrica Central en projectes com la importació d'ordinadors de segona mà dels Estats Units i portant-los a la Universitat d'El Salvador. Ell mateix ha comentat que aquesta experiència li va servir més a ell que els habitants d'El Salvador.
L'any 1983 es va instal·lar a Seattle per estudiar literatura comparada a la Universitat de Washington, graduant-se de màster (MA) el 1986 i doctorant-se el 1990. Més tard es va traslladar a París on va conèixer Negri.
L'autor parla fluidament francès, castellà i italià, i imparteix classes de Literatura i Italià a la Duke University i Política a la European Graduate School a Saas-Fee.

## Idees
Entre els interessos de Michael Hardt es troba el del plaer de la vida política, sobre la qual ha comentat que "un ha d'estendre el concepte d'amor més enllà dels confins de la parella." La política de la multitud no es tracta solament de prendre el control sobre els mitjans de producció o alliberar la pròpia subjectivitat, sinó de posar-los amb relació a l'amor i el plaer de l'acció política i assolir objectius.
Hardt no considera la docència una ocupació revolucionària ni creu que les universitats siguin institucions particularment polítiques. "Però pensant sobre la política avui com a projecte de transformació social a gran escala, no crec per a res que l'activitat política pugui provenir de la universitat."
Al mateix temps, ha criticat que les idees de l'educació pública i de l'accés lliure a la universitat estiguin gradualment desapareixent: la "guerra contra el terrorisme" només ha servit per promoure coneixement militar i tecnològic, mentre que les capacitats de l'economia biopolítica, "la creació d'idees, imatges, codis, afectes i d'altres béns immaterials", encara no es reconeixen com la clau central a la innovació econòmica.
Moltes de les obres de Hardt han estat publicades conjuntament amb Antonio Negri.

## Aparicions en pantalla
- Marx Reloaded, Arte, April 2011.
- Examined Life, Sphinx Productions, 87 minuts, 2008.